# みやじあつし
みやじ あつしは、日本のイラストレーター。

## 作品一覧
- みならい魔法使いフワルの冒険（リズソフト）
- ふしぎな森のポコラ（リズソフト）
- デビリッシュ ～ボールバウンダー～（スターフィッシュ・エスディ）
- しろがねの鳥籠（スターフィッシュ・エスディ）

### ムック
- 『しろがねの鳥籠公式設定＆攻略ガイド』（NTT出版）。ISBN 475718171X。

### 技法書
- 『DaisyArt 実践キャラクターCG入門 (HyperBook for Personal Computer)』（ジャパンミックス）。ISBN 978-4883214693。
- 『CG倶楽部 vol.1 (BNNムック 65)』（ビー・エヌ・エヌ）。ISBN 978-4893696953。